# Pallidotettix nullarborensis
Pallidotettix nullarborensis är en insektsart som beskrevs av Richards, A.M. 1968. Pallidotettix nullarborensis ingår i släktet Pallidotettix och familjen grottvårtbitare. Inga underarter finns listade i Catalogue of Life.